# Funtumia elastica
Funtumia elastica är en oleanderväxtart som först beskrevs av Carl Gottlieb Traugott Preuss, och fick sitt nu gällande namn av Otto Stapf. Funtumia elastica ingår i släktet Funtumia och familjen oleanderväxter. Inga underarter finns listade i Catalogue of Life.